# Ciprian Mega
Ciprian Mega (n. 24 iulie 1985, Oradea, România) este un preot ortodox și cineast român.

## Studii
La 19 ani, a absolvit Seminarul Teologic „Chesarie Episcopul” din Buzău.
A urmat studii universitare de licență la Facultatea de Teologie „Andrei Șaguna” din Sibiu și studii postuniversitare, de doctorat, în Marea Britanie, la Nottingham și Londra. 

## Slujire în Biserică
În octombrie 2009, Ciprian Mega a fost hirotonit preot în Biserica Ortodoxă Română. La scurt timp, în februarie 2010, Patriarhul Daniel și-a dat acordul ca preotul Ciprian Mega să fie transferat în Biserica Ortodoxă a Ciprului. Timp de doi ani, a slujit ca preot al Parohiei de limbă greacă „Sfântul Nicolae” din Lakatameia (cartier al capitalei cipriote Nicosia). În ianuarie 2012 a format parohia românească din cadrul Mitropoliei de Tamasos și Oreini, demarând proiectul pentru contrucția primei biserici românești în Cipru. 
Este ctitorul principal al Bisericii Românești din Cipru. Biserica a fost inaugurată pentru slujire în octombrie 2012 și poartă hramul Sfânta Mare Muceniță Chiriachi și Sfântul Cuvios Ioan Iacob, românul de la Hozeva.   
Un an mai târziu, a fost sfințită de ierarhul locului, Mitropolitul Isaia de Tamasos și Oreini, împreună cu Episcopul Visarion Bălțat al Tulcii, delegatul Patriarhului Daniel al României. Ulterior, în curtea Bisericii, a construit un așezământ românesc. 

### Distincții bisericești
Ciprian Mega este iconom stavrofor (1 octombrie 2012, prin hirotesia Mitropolitului Isaia de Tamasos și Oreini).
În mai 2013, a reprezentat Biserica Ortodoxă a Ciprului la manifestările organizate de Biserica din Ținuturile Cehiei și Slovaciei, cu prilejul împlinirii a 1150 de ani de la sosirea Sfinților Chiril și Metodie în părțile Moraviei Mari. Cu această ocazie, la invitația Universității din Prešov, a ținut conferința: Cultura românească din exil. Andrei Scrima, un teolog neasumat acasă.
A reprezentat Mitropolia de Tamasos și Oreini la diferite conferințe internaționale.

## Cineast
A debutat ca regizor în 2015, cu filmul de scurt metraj Nunta lui Iov. În același an, filmul a fost selectat la Festivalul Internațional de film de la Cannes.
Dimineața care nu se va sfârși (România - Cipru, 2016, 97 minute) reprezintă debutul său în lungmetraj. În rolurile principale sunt actorii Ela Ionescu, Valeriu Andriuță, Ovidiu Crișan. Filmul a participat în numeroase festivaluri internaționale, unde a primit premii.
Premiul Nobel cu Dana Ciobanu, Valeriu Andriuță și Mihai Gruia Sandu se află în post-producție.
21 de rubini este cel de-al doilea lungmetraj, unde Ciprian Mega semnează scenariul și regia. Filmul va avea premiera în 2018, având în distribuție pe Dorel Vișan, Răzvan Vasilescu, Doru Ana, Ela Ionescu, Valer Dellakeza, Ovidiu Crișan, Magda Catone, Sebastian Bălan, Mihnea Moldoveanu, Lucian Ifrim, Cristian Iorga și alții.

## Viață personală
Este căsătorit cu Laura Mega, scenograf și producător de film și are trei copii.